# جورج (لاعب كرة قدم)
جورج (بالبرتغالية: George dos Santos Paladini) هو لاعب كرة قدم برازيلي في مركز الوسط، ولد في 13 مارس 1978 في ريو دي جانيرو في البرازيل. لعب مع سبورت ريسيفي ونادي سانتا كلارا ونادي فلامنغو ونادي ويلينغتون فينيكس.

## وصلات خارجية
- جورج (لاعب كرة قدم) على موقع قاعدة بيانات كرة القدم.إي يو (الإنجليزية)
- جورج (لاعب كرة قدم) على موقع عالم كرة القدم.نت (الإنجليزية)